# Hvoine, Krasnopillea
Hvoine (în ucraineană Хвойне) este un sat în comuna Samotoiivka din raionul Krasnopillea, regiunea Sumî, Ucraina.

## Demografie
Componența lingvistică a localității Hvoine
     Ucraineană (100%)
Conform recensământului din 2001, toată populația localității Hvoine era vorbitoare de ucraineană (100%).